# Euippodes ituriensis
Euippodes ituriensis är en fjärilsart som beskrevs av M.Gaede 1940. Euippodes ituriensis ingår i släktet Euippodes och familjen nattflyn. Inga underarter finns listade i Catalogue of Life.